# Norwegische Männer-Handballnationalmannschaft
Die norwegische Männer-Handballnationalmannschaft repräsentiert den Handballverband Norwegens als Auswahlmannschaft auf internationaler Ebene bei Länderspielen im Handball gegen Mannschaften anderer nationaler Verbände.

## Geschichte
Der norwegische Handballverband ist Gründungsmitglied der Internationalen Handballföderation (IHF, 1946) und der Europäischen Handballföderation (EHF, 1991). An der Weltmeisterschaft 1954 nahm die Auswahl noch nicht teil. Bei den folgenden fünf Turnieren bis 1970 erreichte die Mannschaft als bestes Ergebnis den sechsten Rang. Bei den Olympischen Spielen 1972 belegte sie den neunten Platz. In den folgenden Jahren konnte sich Norwegen nicht für eine Weltmeisterschaft oder die Olympischen Spiele qualifizieren und stieg viermal in die C-Klasse ab. Erst 1990 gelang die Qualifikation für die B-Weltmeisterschaft, die die Mannschaft um den Rekordtorschützen Roger Kjendalen zwei Jahre darauf ebenfalls gewann und sich nach 23 Jahren wieder die Teilnahme an einer Weltmeisterschaft erspielte. Meist kam die Auswahl nur auf hintere Plätze. Bei der Europameisterschaft 2008 gelang mit dem sechsten Platz das beste Ergebnis seit 1958. Nachdem sich Norwegen für die Weltmeisterschaften 2013 und 2015 nicht hatte qualifizieren können, stieg die Mannschaft in der Folge in die Weltspitze auf. Mit Spielern wie Sander Sagosen, Bjarte Myrhol, Gøran Johannessen, Magnus Abelvik Rød, Kristian Bjørnsen und Magnus Jøndal gewann Norwegen die Silbermedaille bei den Weltmeisterschaften 2017 und 2019 sowie die Bronzemedaille bei der Europameisterschaft 2020.

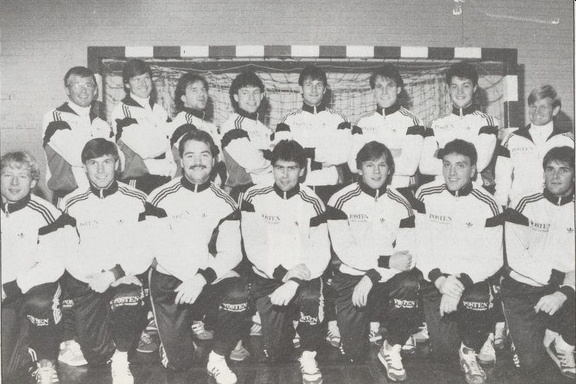
Die Auswahl im Jahr 1986.

## Internationale Großereignisse

### Olympische Spiele
- Olympische Spiele 1972: 9. Platz
- 1976–2016: nicht qualifiziert
- Olympische Spiele 2020: 7. Platz
- Olympische Spiele 2024: 6. Platz

### Weltmeisterschaften
- Weltmeisterschaft 1954: nicht qualifiziert oder teilgenommen
- Weltmeisterschaft 1958: 06. Platz
- Weltmeisterschaft 1961: 07. Platz
- Weltmeisterschaft 1964: 11. Platz
- Weltmeisterschaft 1967: 13. Platz
- Weltmeisterschaft 1970: 13. Platz
- 1974–1990: nicht qualifiziert
- Weltmeisterschaft 1993: 13. Platz
- Weltmeisterschaft 1997: 12. Platz
- Weltmeisterschaft 1999: 13. Platz
- Weltmeisterschaft 2001: 14. Platz
- Weltmeisterschaft 2005: 07. Platz
- Weltmeisterschaft 2007: 13. Platz
- Weltmeisterschaft 2009: 09. Platz
- Weltmeisterschaft 2011: 09. Platz
- Weltmeisterschaft 2013: nicht qualifiziert
- Weltmeisterschaft 2015: nicht qualifiziert
- Weltmeisterschaft 2017: 02. Platz
- Weltmeisterschaft 2019: 02. Platz
- Weltmeisterschaft 2021: 06. Platz
- Weltmeisterschaft 2023: 06. Platz
- Weltmeisterschaft 2031: qualifiziert als Co-Gastgeber

#### B- und C-Weltmeisterschaften
An B- und C-Weltmeisterschaften, die zwischen 1976 und 1992 als Qualifikation zu Weltmeisterschaften und Olympischen Spielen dienten, nahm Norwegen elfmal teil:
- B-Weltmeisterschaft 1977: 9. Platz (von 12 Mannschaften), Abstieg in C-Klasse
- C-Weltmeisterschaft 1978: 3. Platz (von 6 Mannschaften), Aufstieg in B-Klasse
- B-Weltmeisterschaft 1979: 11. Platz (von 12 Mannschaften), Abstieg in C-Klasse
- C-Weltmeisterschaft 1980: 1. Platz (von 10 Mannschaften), Aufstieg in B-Klasse
- B-Weltmeisterschaft 1981: 12. Platz (von 12 Mannschaften), Abstieg in C-Klasse
- C-Weltmeisterschaft 1982: 3. Platz (von 10 Mannschaften)
- B-Weltmeisterschaft 1985: 7. Platz (von 16 Mannschaften)
- B-Weltmeisterschaft 1987: 9. Platz (von 16 Mannschaften)

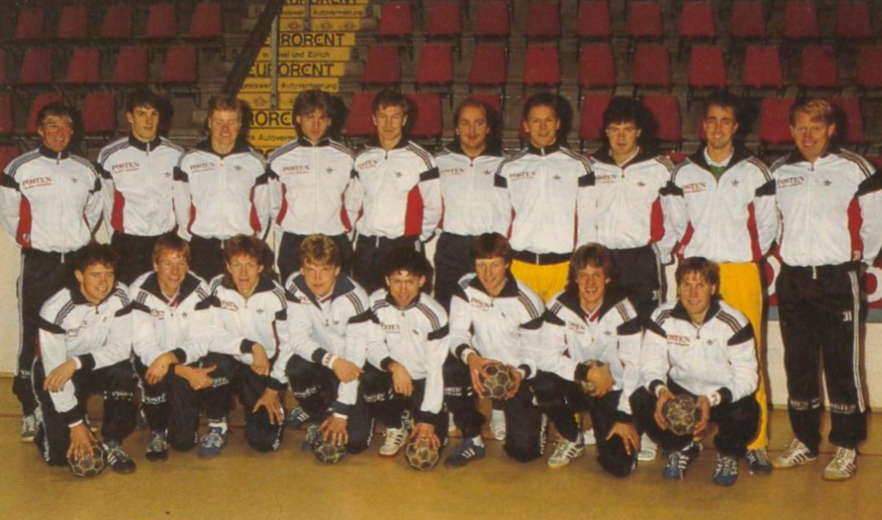
Die norwegische Auswahl vor der B-Weltmeisterschaft 1989.

- B-Weltmeisterschaft 1989: 13. Platz (von 16 Mannschaften), Abstieg in C-Klasse
- C-Weltmeisterschaft 1990: 1. Platz (von 12 Mannschaften), Aufstieg in B-Klasse
- B-Weltmeisterschaft 1992: 1. Platz (von 16 Mannschaften), qualifiziert für Weltmeisterschaft 1993

### Europameisterschaften
- Europameisterschaft 1994: nicht qualifiziert
- Europameisterschaft 1996: nicht qualifiziert
- Europameisterschaft 1998: nicht qualifiziert
- Europameisterschaft 2000: 08. Platz
- Europameisterschaft 2002: nicht qualifiziert
- Europameisterschaft 2004: nicht qualifiziert
- Europameisterschaft 2006: 11. Platz
- Europameisterschaft 2008: 06. Platz
- Europameisterschaft 2010: 07. Platz
- Europameisterschaft 2012: 13. Platz
- Europameisterschaft 2014: 14. Platz
- Europameisterschaft 2016: 04. Platz
- Europameisterschaft 2018: 07. Platz
- Europameisterschaft 2020: 03. Platz
- Europameisterschaft 2022: 05. Platz
- Europameisterschaft 2024: 09. Platz (von 24 Mannschaften)
- Europameisterschaft 2026: qualifiziert (als Co-Organisator)

## Weitere Turnierteilnahmen
(Auswahl)

### World Cup
Beim World Cup (1971–2010) in Schweden sowie teilweise in Norwegen und Deutschland erreichte die Auswahl folgende Platzierungen:
- World Cup 1971: 7. Platz (von 8 Mannschaften)
- World Cup 1999: 8. Platz (von 8 Mannschaften)
- World Cup 2010: 4. Platz (von 4 Mannschaften)

### Supercup
Beim Supercup (1979–2015) in Deutschland erreichte die Auswahl folgende Platzierung:
- Supercup 2009: 4. Platz (von 4 Mannschaften)

### Karpatenpokal
Beim Karpatenpokal (seit 1959) in Rumänien erreichte die Auswahl folgende Platzierung:
- Karpatenpokal 1991: 3. Platz (von 6 Mannschaften)

### Jugoslawien-Trophäe
Bei der Jugoslawien-Trophäe (1960–1990) in Jugoslawien erreichte die Auswahl folgende Platzierung:
- Jugoslawien-Trophäe 1976: 6. Platz (von 6 Mannschaften)

### Golden League
Bei der Golden League, ausgetragen in Dänemark, Norwegen und Frankreich, erreichte die Auswahl folgende Platzierungen:
- Golden League 2013/14:
  - 1. Turnier: 4. Platz (von 4 Mannschaften)
  - 2. Turnier: 4. Platz (von 4 Mannschaften)
  - 3. Turnier: 2. Platz (von 4 Mannschaften)
- Golden League 2015/16:
  - 1. Turnier: 3. Platz (von 4 Mannschaften)
  - 2. Turnier: 3. Platz (von 4 Mannschaften)
  - 3. Turnier: ausgefallen
- Golden League 2017/18:
  - 1. Turnier: 2. Platz (von 4 Mannschaften)
  - 2. Turnier: 3. Platz (von 4 Mannschaften)
  - 3. Turnier: 3. Platz (von 4 Mannschaften)
- Golden League 2019/20:
  - 1. Turnier: 4. Platz (von 4 Mannschaften)
  - 2. Turnier: 3. Platz (von 4 Mannschaften)
  - 3. Turnier: ausgefallen
- Golden League 2021/22:
  - 1. Turnier: 3. Platz (von 4 Mannschaften)
  - 2. Turnier: ausgefallen
  - 3. Turnier: 4. Platz (von 4 Mannschaften)

### Gjensidige Cup
Beim Gjensidige Cup in Norwegen erreichte die Auswahl folgende Platzierungen:
- Gjensidige Cup 2017: 1. Platz (von 4 Mannschaften)
- Gjensidige Cup 2018: 3. Platz (von 4 Mannschaften)
- Gjensidige Cup 2019: 1. Platz (von 4 Mannschaften)
- Gjensidige Cup 2023: 1. Platz (von 4 Mannschaften)

### Yellow Cup
Beim Yellow Cup in der Schweiz erreichte die Auswahl folgende Platzierung:
- Yellow Cup 2011: 1. Platz (von 4 Mannschaften)

### Handball-Vierländerturnier in der Schweiz
Beim Handball-Vierländerturnier in der Schweiz erreichte die Auswahl folgende Platzierungen:
- 1972: 1. Platz
- 1988: 4. Platz
- 1992: 3. Platz

## Spieler und Trainer

### Aktueller Kader
| Nr. | Spieler                    | Geburtstag | Alter | Position        | Größe  | Verein                 | Lsp. | Tore |
| --- | -------------------------- | ---------- | ----- | --------------- | ------ | ---------------------- | ---- | ---- |
| 30  | Torbjørn Bergerud          | 16.07.1994 | 31    | Torhüter        | 2,01 m | Kolstad Håndball       | 152  | 0    |
| 12  | Andrè Bergsholm Kristensen | 15.03.2000 | 25    | Torhüter        | 1,92 m | Sporting Lissabon      | 2    | 0    |
| 3   | Vetle Eck Aga              | 04.10.1993 | 31    | Kreisläufer     | 1,90 m | Kolstad Håndball       | 57   | 4    |
| 5   | Sander Sagosen             | 14.09.1995 | 29    | Rückraum links  | 1,95 m | Kolstad Håndball       | 174  | 854  |
| 6   | Sebastian Barthold         | 27.08.1991 | 33    | Linksaußen      | 1,85 m | Aalborg Håndbold       | 93   | 241  |
| 11  | Petter Øverby              | 26.03.1992 | 33    | Kreisläufer     | 2,00 m | THW Kiel               | 145  | 154  |
| 14  | Mario Matic                | 23.07.1994 | 31    | Rückraum Mitte  | 1,90 m | AEK Athen              | 5    | 6    |
| 15  | Kent Robin Tønnesen        | 05.06.1991 | 34    | Rückraum rechts | 1,94 m | Paris Saint-Germain    | 139  | 347  |
| 18  | William Aar                | 23.10.1997 | 27    | Rückraum links  | 1,98 m | Team Tvis Holstebro    | 22   | 17   |
| 19  | Kristian Bjørnsen          | 10.01.1989 | 36    | Rechtsaußen     | 1,91 m | Aalborg Håndbold       | 206  | 736  |
| 21  | Magnus Gullerud            | 13.11.1991 | 33    | Kreisläufer     | 1,94 m | Kolstad Håndball       | 197  | 295  |
| 22  | Tobias Grøndahl            | 22.01.2001 | 24    | Rückraum Mitte  | 1,83 m | GOG                    | 43   | 114  |
| 24  | Christian O’Sullivan       | 22.08.1991 | 33    | Rückraum Mitte  | 1,90 m | SC Magdeburg           | 199  | 297  |
| 31  | Kasper Thorsen Lien        | 15.04.2001 | 24    | Rechtsaußen     | 1,94 m | Elverum Håndball       | 14   | 21   |
| 32  | Thomas Solstad             | 26.02.1997 | 28    | Kreisläufer     | 1,94 m | TSV Hannover-Burgdorf  | 33   | 64   |
| 40  | August Pedersen            | 24.06.1994 | 31    | Linksaußen      | 1,80 m | SG Flensburg-Handewitt | 4    | 5    |
| 43  | Simen Ulstad Lyse          | 01.02.2000 | 25    | Rückraum links  | 1,99 m | Kolstad Håndball       | 24   | 63   |
| 77  | Magnus Rød                 | 07.07.1997 | 28    | Rückraum rechts | 2,04 m | OTP Bank-Pick Szeged   | 88   | 201  |

### Bisherige Trainer
| Zeitraum  | Nation   | Trainer            |
| --------- | -------- | ------------------ |
| 1961–1965 | Norwegen | John Tresse        |
| 1965–1970 | Norwegen | Kjell Kleven       |
| 1970–1973 | Norwegen | Thor Ole Rimejorde |
| 1973–1977 | Norwegen | Thor Nohr          |
| 1977–1979 | Norwegen | Roar Østerbø       |
| 1979–1985 | Norwegen | Per Otto Furuseth  |
| 1985–1989 | Norwegen | Bertil Andersén    |
| 1989–1994 | Norwegen | Gunnar Pettersen   |
| 1994–1997 | Norwegen | Harald Madsen      |
| 1997–1997 | Kroatien | Ivica Rimanić      |
| 1998–2001 | Schweden | Christer Magnusson |
| 2001–2008 | Norwegen | Gunnar Pettersen   |
| 2008–2014 | Schweden | Robert Hedin       |
| 2014–2022 | Norwegen | Christian Berge    |
| 2022–0000 | Norwegen | Jonas Wille        |

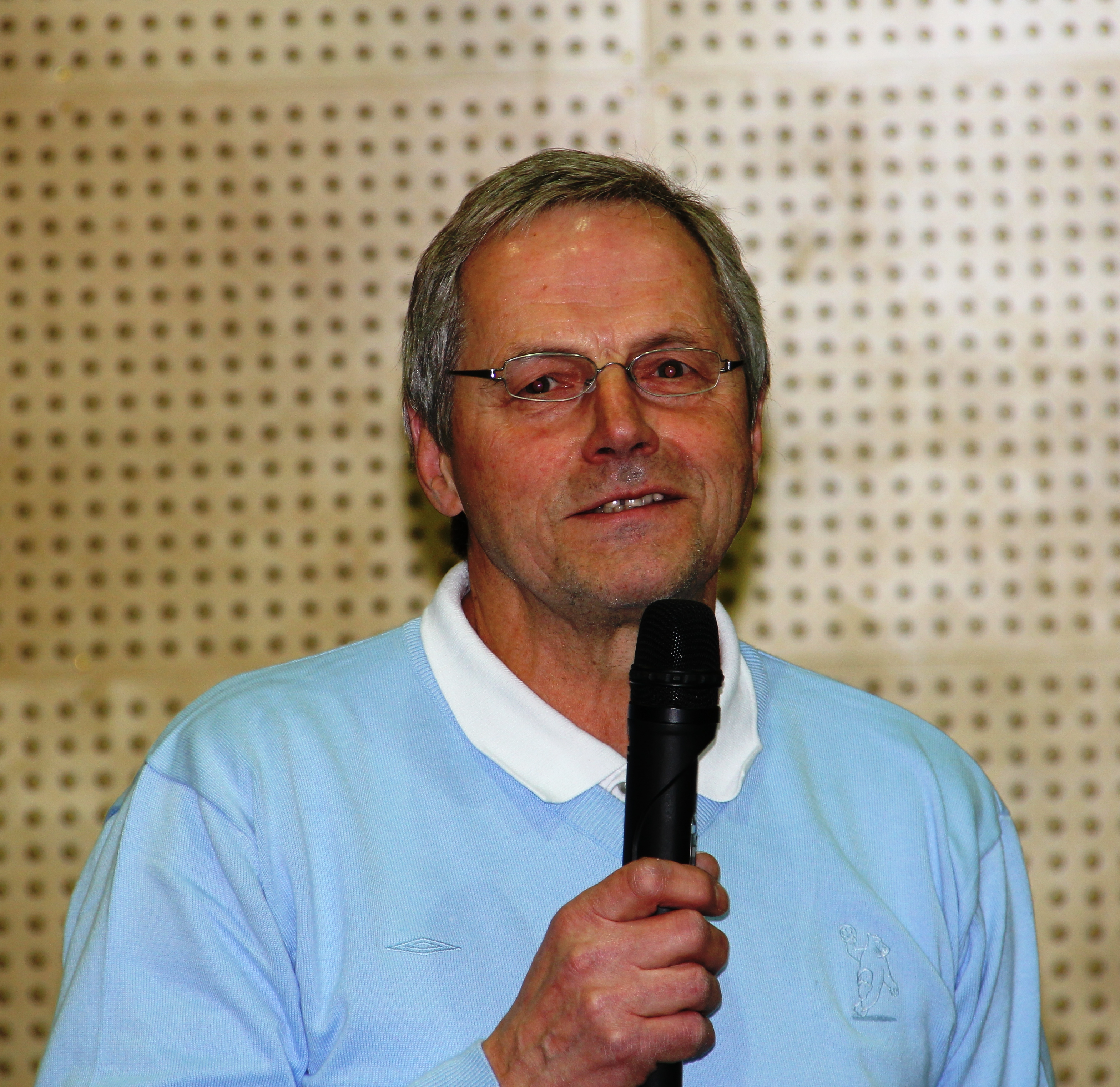
Per Otto Furuseth
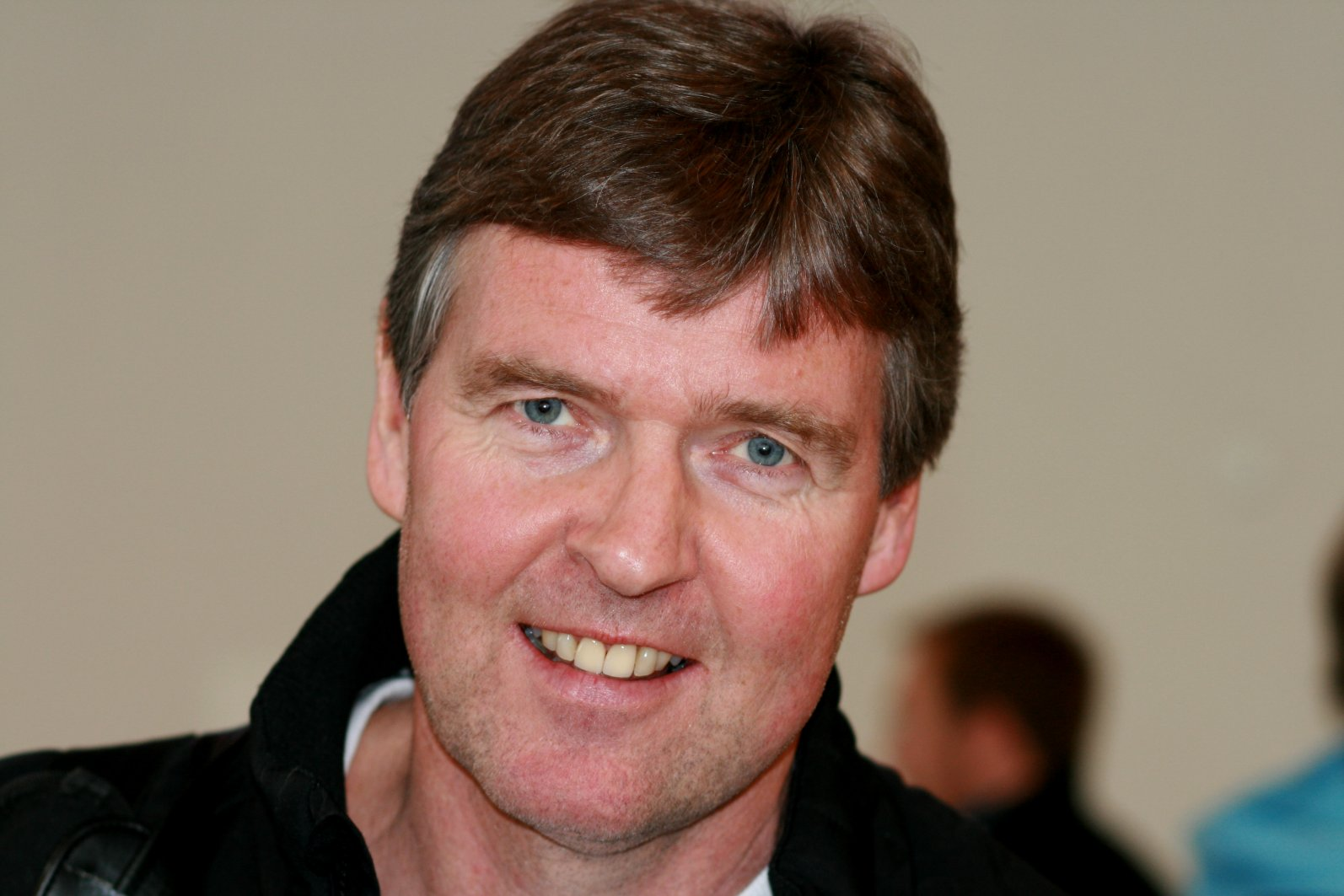
Gunnar Pettersen
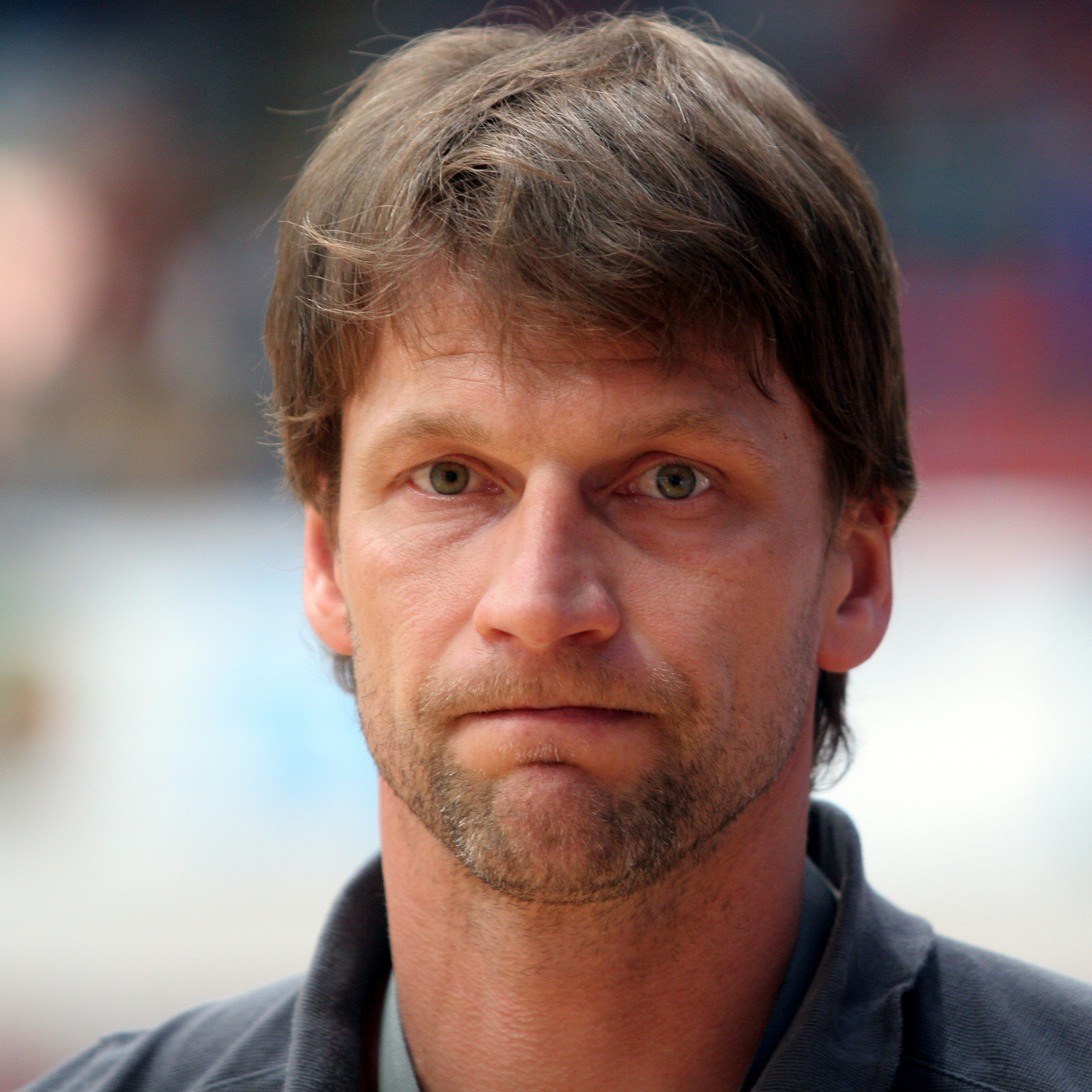
Robert Hedin
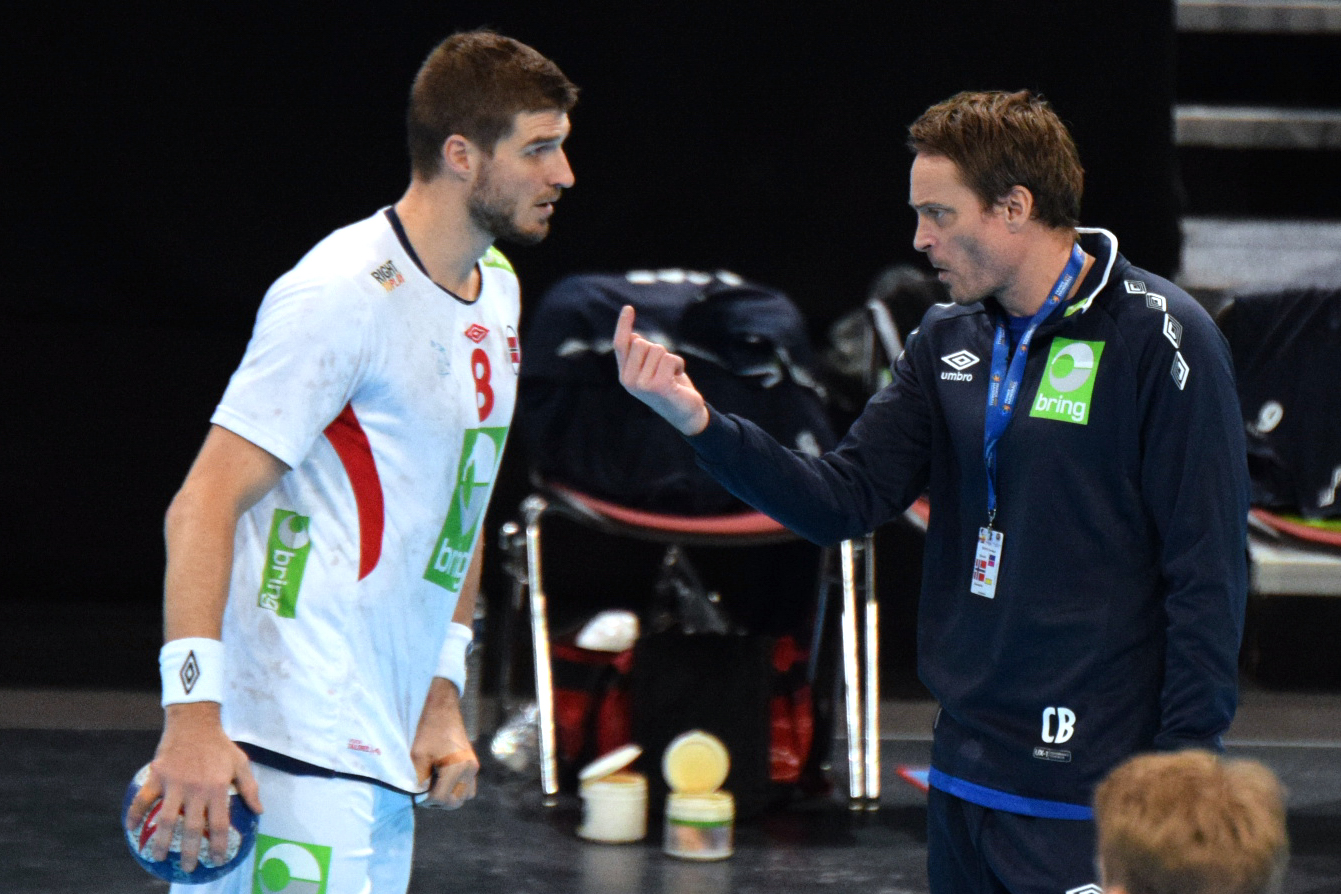
Bjarte Myrhol und Christian Berge
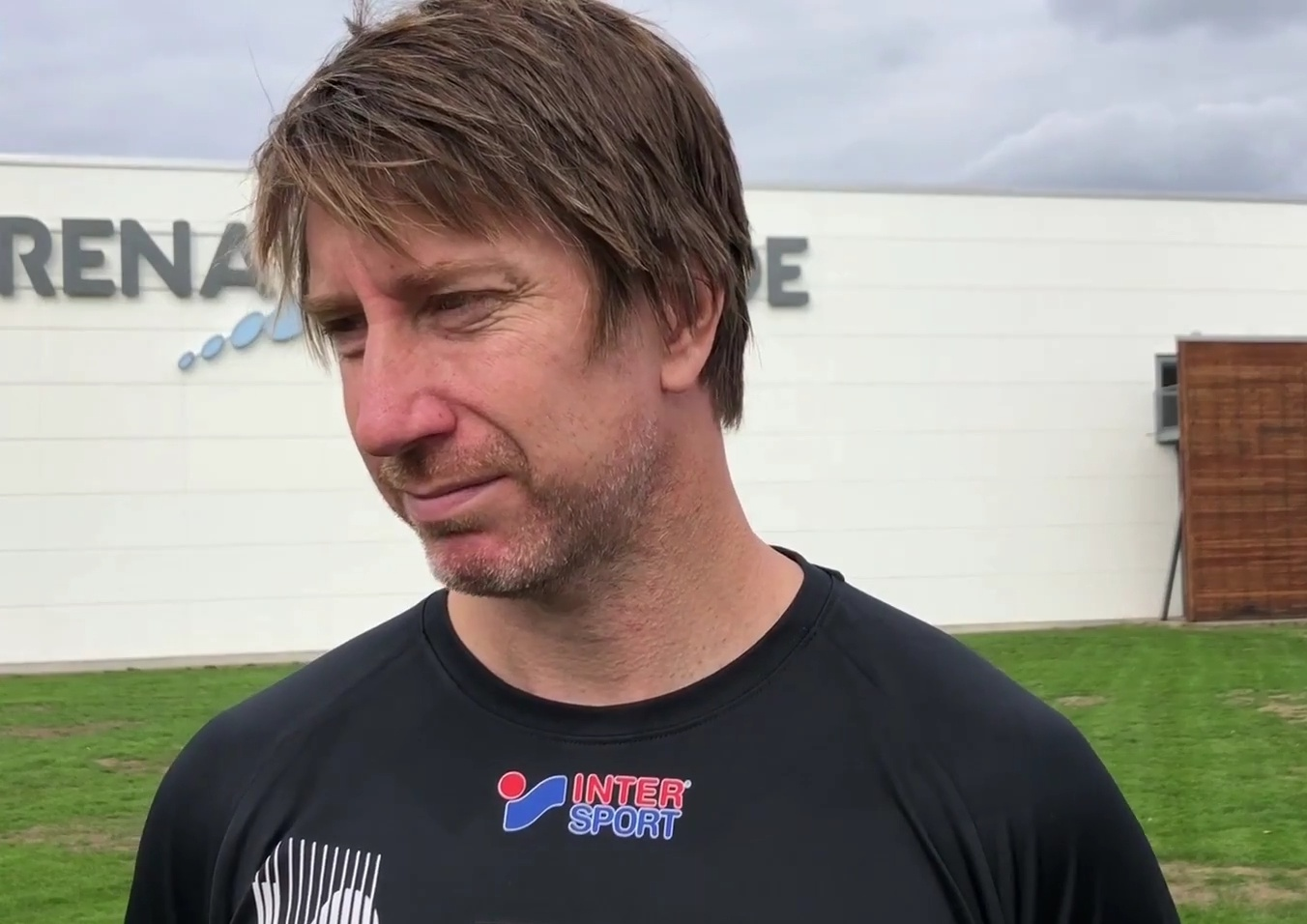
Jonas Wille

### Spielerrekorde
Aktive Spieler sind grün hinterlegt. Stand: 8. August 2024.
| Rang | Spieler              | Spiele | Tore |
| ---- | -------------------- | ------ | ---- |
| 1.   | Bjarte Myrhol        | 263    | 803  |
| 2.   | Steinar Ege          | 262    | 01   |
| 3.   | Jan Thomas Lauritzen | 254    | 557  |
| 4.   | Roger Kjendalen      | 246    | 939  |
| 5.   | Børge Lund           | 216    | 390  |
| 6.   | Håvard Tvedten       | 208    | 809  |
| 7.   | Kristian Bjørnsen    | 204    | 735  |
| 8.   | Preben Vildalen      | 201    | 312  |
| 9.   | Johnny Jensen        | 200    | 288  |
| 10.  | Christian O’Sullivan | 198    | 296  |

| Rang | Spieler           | Spiele | Tore |
| ---- | ----------------- | ------ | ---- |
| 1.   | Roger Kjendalen   | 246    | 939  |
| 2.   | Sander Sagosen    | 174    | 854  |
| 3.   | Håvard Tvedten    | 208    | 809  |
| 4.   | Bjarte Myrhol     | 263    | 803  |
| 5.   | Kristian Bjørnsen | 204    | 735  |
| 6.   | Øystein Havang    | 188    | 718  |
| 7.   | Frank Løke        | 186    | 646  |
| 8.   | Kristian Kjelling | 159    | 615  |
| 9.   | Magnus Jøndal     | 177    | 577  |
| 10.  | Frode Hagen       | 188    | 574  |